# カッチーカイ
カッチーカイ (ビルマ語: ကတ်ကြေးကိုက်; 発音 [kaʔt͡ɕíkaɪʔ]発音 [kaʔt͡ɕíkaɪʔ]発音 [kaʔt͡ɕíkaɪʔ])とは、ビルマ料理における辛味のある焼きそば料理。特にミェイク・カッチーカイ (မြိတ်ကတ်ကြေးကိုက်)カット・キーカイク（Kat kyi kaik）と呼称されることもあるが、これはミャンマー南部の沿岸部の都市であるミェイク（Myeik）にちなんだものである。
幅の広い平たいライスヌードルをイカの切り身やもやし、エビ、蒸したエンドウ豆（ミャンマーではpe byokと呼ばれる）、ネギ、胡椒、濃い口醤油で炒めたものである。 ミャンマー南部の沿岸地域やヤンゴンで見られ、現地では一般的な料理である。
「カッチーカイ」の名称は、字義通りに解釈すると「ハサミに噛まれたような」との意になるが、これは麺と具材を中華鍋で炒めている間に、料理人が調理と提供をしやすくするためにハサミを用いて麺を切ることに由来する。
類似の料理として、シンガポールやマレーシアで広く食されているチャークイティオがある。ベイク・カッチーカイはエビとイカのみを主たる材料とする。